# Fiat Stilo
Fiat Stilo je automobil nižší střední třídy Italského výrobce aut Fiat. Vyrábí se jako tří a pětidveřový hatchback a pětidveřové kombi. Je nástupcem Fiatu Bravo/Brava a předchůdcem Fiatu Bravo. V roce 2006 prošel faceliftem.

## Motory

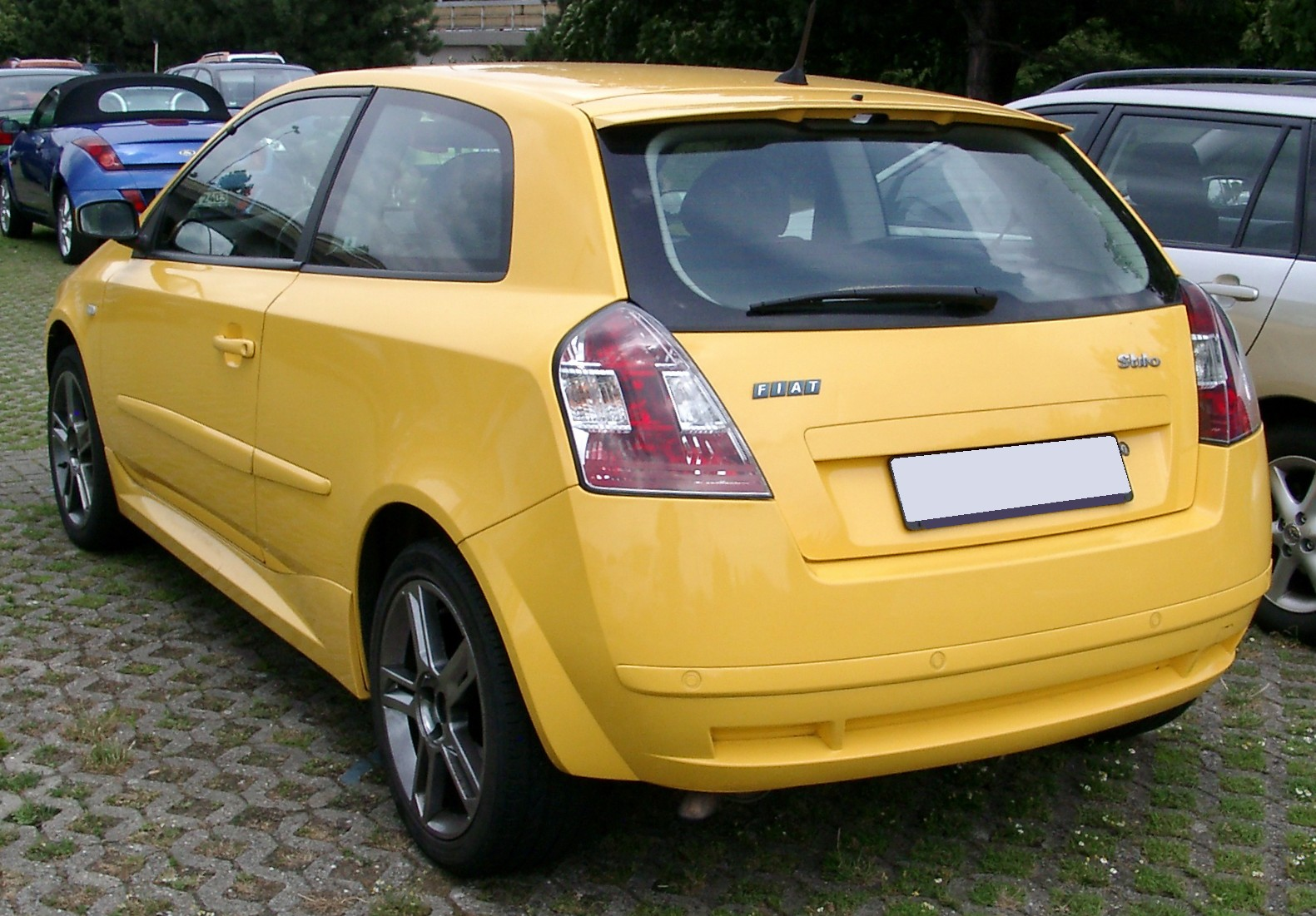
Fiat Stilo zezadu

Fiat Stilo pro Evropu se vyráběl s 4 motory benzínovými a 4 dieselovými.

### Benzín
- 1,2l I4 DOHC 16V o výkonu 80 k z Fiatu Punto (s 6st. převodovkou)
- 1,4l I4 DOHC 16V o výkonu 95 k s šestistupňovou převodovkou
- 1,6l I4 DOHC 16V o výkonu 103/105 k
- 1,8l I4 DOHC 16V o výkonu 133 k
- 2,4l I5 DOHC 20V o výkonu 170 k, pouze pro Hatchbacky

### Diesel
- 1,9l JTD I4 SOHC 8V o výkonu 80 k
- 1,9l JTD I4 SOHC 8V o výkonu 100 k MultiJet
- 1,9l JTD I4 SOHC 8V o výkonu 115 k
- 1,9l JTD I4 SOHC 8V o výkonu 120 k MultiJet
- 1,9l JTD I4 DOHC 16V o výkonu 140 k MultiJet
- 1,9l JTD I4 DOHC 16V o výkonu 150 k MultiJet

## Bezpečnost
Na Euro NCAP získal Fiat Stilo 4 hvězdičky.

## Verze Fiatu Stilo
Fiat Stilo se dělal v 11 verzích:
- Active
- Active Aircon
- Blue
- Dynamic
- Sporting
- Abarth
- GT
- Prestigio
- Xbox limitovaná edice
- Michael Schumacher
- Michael Schumacher GP